# Dusty Hughes (baseball)
Pour les articles homonymes, voir Dusty Hughes.
Dusty Robert Hughes (né le 29 juin 1982 à Tupelo, Mississippi, États-Unis) est un lanceur gaucher de baseball sous contrat chez les Braves d'Atlanta de la Ligue majeure de baseball.

## Carrière

### Royals de Kansas City
Après des études secondaires à la Horn Lake High School de Lake Cormorant (Mississippi), Dusty Hughes suit ses études supérieures à la Delta State University. Il est drafté en juin 2003 par les Royals de Kansas City.
Après cinq saisons en Ligues mineures, il fait ses débuts en Ligue majeure le 6 septembre 2009. Il joue huit parties pour les Royals en fin d'année. À ses sept sorties comme releveur s'ajoute un départ comme lanceur partant le 19 septembre qui se solde par une défaite aux mains des White Sox de Chicago. Il présente une moyenne de points mérités de 5,14 en 14 manches lancées, avec deux défaites, dans ce premier séjour dans les grandes ligues.
En 2010, Hughes lance 56 manches et un tiers en 57 présences, toutes en relève, pour Kansas City. Il maintient sa moyenne de points mérités à 3,83 et remporte le 14 mai sa première victoire dans les majeures, sur les White Sox.

### Twins du Minnesota
Le 26 juin 2011, Hughes est réclamé au ballottage par les Twins du Minnesota. Il effectue 15 sorties en relève pour les Twins en 2011, remporte une victoire, mais affiche une moyenne de points mérités très élevée de 9,95 en 12 manches et deux tiers au monticule.

### Braves d'Atlanta
Le 22 novembre 2011, Hughes signe un contrat des ligues mineures avec les Braves d'Atlanta.

## Statistiques
| Saison | Équipe      | G  | GS | CG | SHO | V | D | SV | IP   | SO | ERA  |
| ------ | ----------- | -- | -- | -- | --- | - | - | -- | ---- | -- | ---- |
| 2009   | Kansas City | 8  | 1  | 0  | 0   | 0 | 2 | 0  | 14.0 | 15 | 5,14 |
| 2010   | Kansas City | 57 | 0  | 0  | 0   | 1 | 3 | 0  | 56.1 | 34 | 3,83 |
| Totaux | Totaux      | 65 | 1  | 0  | 0   | 1 | 5 | 0  | 70.1 | 49 | 4,09 |

Note : G = Matches joués ; GS = Matches comme lanceur partant ; CG = Matches complets ; SHO = Blanchissages ; 
V = Victoires ; D = Défaites ; SV = Sauvetages ; IP = Manches lancées ; SO = Retraits sur des prises ; ERA = Moyenne de points mérités.